# De Kameleon aan de ketting
De Kameleon aan de ketting is een Nederlandse familiefilm uit 2021 geregisseerd door Steven de Jong en gebaseerd op de kinderboekenserie De Kameleon van Hotze de Roos. De film is een vervolg op de bioscoopfilms De schipper van de Kameleon (2003) en Kameleon 2 (2005) en de televisieserie De Kameleon (2018) van de KRO-NCRV. De film ging op 27 juni 2021 in première.

## Verhaal
De film volgt de tweeling Klinkhamer die het zwaar te verduren krijgen als wordt besloten dat hun geliefde boot, De Kameleon, aan de ketting moet. De boot van de broers draait nog op diesel en dat is sinds kort verboden. Op hetzelfde moment wordt de plaatselijke zorgboerderij slachtoffer van een dierenhater, die ervoor zorgt dat een groot aantal dieren dood worden aangetroffen op de boerderij. Nando, een jongen met een verstandelijke beperking, beweert dat hij zelf de dader is. De tweeling gelooft er niks van en besluiten samen op zoek te gaan naar de echte misdadigers.

## Rolverdeling
| acteur               | personage         |
| -------------------- | ----------------- |
| Sens Gerritsen       | Hielke Klinkhamer |
| Imme Gerritsen       | Sietse Klinkhamer |
| Steven de Jong       | Heit Klinkhamer   |
| Dominique van Vliet  | Mem Klinkhamer    |
| Nando Liebregts      | Nando             |
| Lieke van den Akker  | Jossie            |
| Cas Jansen           | Gerben Zonderland |
| Michiel Kerbosch     | politieman Zwart  |
| Vincent Visser       | Fonger            |
| Edo Brunner          | slager Van Kampen |
| Faried El Ouarizi    | Andras            |
| William Spaaij       | Jochem            |
| Margreet Blanken     | Beppe             |
| Annelieke Bouwers    | Chantal           |
| Meriyem Manders      | burgemeester      |
| Robin van den Heuvel | Suze de Block     |
| Syb van der Ploeg    | Hidde             |
| Sylvana IJsselmuiden | Femke             |

## Achtergrond
De film werd in april 2019 door regisseur Steven de Jong aangekondigd en zal dienen als een direct vervolg op de televisieserie De Kameleon van de KRO-NCRV. Oorspronkelijk was het de bedoeling dat de acteurs die de tweeling in de serie speelde terug zouden keren voor deze film, zij werden later echter vervangen door tweelingacteurs Sens Gerritsen en Imme Gerritsen. Verder keerde meerdere acteurs uit de voorgaande serie wel terug, waaronder Steven de Jong, Dominique van Vliet, Cas Jansen, Michiel Kerbosch, Edo Brunner, Margreet Blanken en Meriyem Manders. De Jong, Van Vliet en Manders vertolkte daarnaast deze rollen ook al eerder in de bioscoopfilms De schipper van de Kameleon (2003) en Kameleon 2 (2005).
Steven de Jong werkte daarnaast ook als producent aan de film mee samen met Bennie de Jong. Tevens schreef hij samen met Dick van den Heuvel het verhaal voor de film. De opnames van de film gingen in de zomer van 2020 van start. Tijdens een van de opnamedagen werden de opnames door de waterpolitie stilgelegd: omdat de boten te hard hadden gevaren, ook zouden de makers in overtreding zijn omdat de twee minderjarige hoofdrolspelers geen vaarbewijs zouden hebben.
Zangeres Elske DeWall verzorgde met het nummer t Nije Doarp de titelsong van de film. Zanger Syb van der Ploeg, die tevens een rol in de film vertolkt, verzorgde het tweede nummer van de titelsong met het nummer Voor altijd samen. Dit nummer zong hij samen met de hoofdrolspelers Sens Gerritsen, Imme Gerritsen, Lieke van den Akker en Nando Liebregts in.
De Kameleon aan de ketting ging op 27 juni 2021 voor pers en genodigden in première. Drie dagen later, op 30 juni 2021, ging de film landelijk in première voor het grote publiek.